# Баксан (городской округ)
Городско́й о́круг Бакса́н или го́род Бакса́н — муниципальное образование со статусом городского округа и административно-территориальная единица (город республиканского значения) в Кабардино-Балкарской Республике Российской Федерации.
Административный центр — город Баксан.

## География
Городской округ находится в северной части республики, в предгорной зоне, у одного из северных отрогов Пастбищного хребта. Расположен по обоим берегам реки Баксан.
С запада, севера и востока городской округ окружён землями Баксанского района. На юго-западе граничит с Чегемским районом.
Площадь округа составляет 180,12 км². Рельеф местности преимущественно холмистый, с резкими колебаниями относительных высот. Вдоль южной окраины села Дугулубгей тянутся обрывы. Далее на юго-западе начинает возвышаться массив Махогапс. Средние высоты на территории округа составляют около 515 метров над уровнем моря.
Гидрографическая сеть в основном представлена рекой Баксан. Вдоль южной окраины округа протекает река Кишпек (Тыжуко). Также по территории округа протекают ручьи — Хатакум, Мокрая Псарыша, Сухая Псарыша и Неволька. У восточной окраины городского округа берёт своё начало из реки Баксан — Баксано-Малкинский канал.
Климат на территории городского округа — влажный умеренный, с тёплым летом и прохладной зимой. Средние показатели температуры воздуха колеблется от +20°…+24° в июле, до −2°…-5°C в январе. Наиболее высокие температуры воздуха наблюдаются в конце июля, а наиболее низкие в конце января и начале февраля. Среднегодовое количество осадков составляет около 750 мм. Величина относительной влажности неустойчива. Преобладающими направлениями ветра в течение года являются северо-западные и северо-восточные.

## История
Городской округ Баксан был образован в 2003 году, на базе расформированного города республиканского подчинения — Баксан. В том же году село Дугулубгей Баксанского района было включено в состав города Баксан.
В 2008 году Дыгулыбгей был обратно выделен из состава города Баксан с возвращением ему статуса села, но населённый пункт был оставлен в составе городского округа.

## Население
| 2010    | 2011    | 2012    | 2013    | 2014    | 2015    | 2016    |
| ------- | ------- | ------- | ------- | ------- | ------- | ------- |
| 57 088  | ↗57 148 | ↗57 178 | ↗57 369 | ↗57 587 | ↗57 876 | ↗58 169 |
| 2017    | 2018    | 2019    | 2020    | 2021    | 2023    | 2024    |
| ↗58 515 | ↗58 745 | ↗58 980 | ↗59 192 | ↗60 445 | ↗60 724 | ↗61 043 |
| 2025    |         |         |         |         |         |         |
| ↗61 420 |         |         |         |         |         |         |

Урбанизация
Городское население (собственно город Баксан) составляет 65.57 % от всего населения округа.

### Поло-возрастной состав
По данным Всероссийской переписи населения 2021 года:
| Возраст     | Мужчины, чел. | Женщины, чел. | Общая численность, чел. | Доля от всего населения, % |
| ----------- | ------------- | ------------- | ----------------------- | -------------------------- |
| 0 — 14 лет  | 6414          | 6254          | 12 668                  | 20,96 %                    |
| 15 — 59 лет | 18 895        | 19 936        | 38 831                  | 64,24 %                    |
| от 60 лет   | 4068          | 4878          | 8946                    | 14,80 %                    |
| Всего       | 29 377        | 31 068        | 60 445                  | 100,0 %                    |

Мужчины — 29 377 чел. (48,60 %). Женщины — 31 068 чел. (51,40 %).
Средний возраст населения — 35,1 лет. Средний возраст мужчин — 34,4 лет. Средний возраст женщин — 35,8 лет.
Медианный возраст населения — 33,7 лет. Медианный возраст мужчин — 33,0 лет. Медианный возраст женщин — 34,3 лет.

### Национальный состав
По данным Всероссийской переписи населения 2021 года:
| Народ                | Численность, чел. | Доля от всего населения, % | Доля от указавших нац-ть, % |
| -------------------- | ----------------- | -------------------------- | --------------------------- |
| кабардинцы (черкесы) | 53 322            | 88,22 %                    | 95,69 %                     |
| * кабардинцы         | 52 085            | 86,17 %                    | 93,47 %                     |
| * черкесы            | 1237              | 2,05 %                     | 2,22 %                      |
| русские              | 2035              | 3,37 %                     | 3,65 %                      |
| другие               | 369               | 0,61 %                     | 0,66 %                      |
| нет / не указано     | 4719              | 7,81 %                     | -                           |
| всего                | 60 445            | 100 %                      | 100 %                       |

По данным Всероссийской переписи населения 2010 года:
| Народ                | Численность, чел. | Доля от всего населения, % |
| -------------------- | ----------------- | -------------------------- |
| кабардинцы (черкесы) | 53 353            | 93,36 %                    |
| * кабардинцы         | 53 258            | 93,29 %                    |
| * черкесы            | 95                | 0,17 %                     |
| русские              | 2852              | 5,00 %                     |
| другие               | 812               | 1,42 %                     |
| нет / не указано     | 71                | 0,12 %                     |
| всего                | 57 088            | 100 %                      |

## Населённые пункты
В состав городского округа входят 2 населённых пункта:
| № | Населённый пункт | Тип   | Население | Доля от населения (%) |
| - | ---------------- | ----- | --------- | --------------------- |
| 1 | Баксан           | город | ↗40 276   | 65,57 %               |
| 2 | Дыгулыбгей       | село  | ↗21 144   | 34,43 %               |

## Органы местного самоуправления
Структуру органов местного самоуправления городского округа Баксан составляют:
- Совет местного самоуправления городского округа Баксан — выборный представительный орган округа;
- глава городского округа Баксан — высшее должностное лицо округа (избирается депутатами Совета местного самоуправления городского округа из своего состава открытым голосованием на срок, не превышающий срок полномочий Совета местного самоуправления), являясь также председателем Совета местного самоуправления;
- местная администрация городского округа Баксан (исполнительно-распорядительный орган);
- Контрольно-счётная палата городского округа Баксан.

Главой местной администрации является лицо, назначаемое на должность главы местной администрации по контракту, заключаемому по результатам конкурса на замещение указанной должности на срок полномочий Совета местного самоуправления городского округа Баксан.
Глава местной администрации городского округа
- Мамхегов Хачим Хасанович (с 17 июня 2015 года)

Глава городского округа (председатель Совета местного самоуправления)
- Хапачев Руслан Гумарович (с 25 декабря 2015 года)

Администрация городского округа Баксан — город Баксан, пр-т. Ленина, 21.

## Средства массовой информации
- Издаётся газета «Баксан»[27], тиражируемая на территории городского округа и освящающая события, происходящие в нём.
- Официальный сайт администрации городского округа.
- Официальные страницы администрации городского округа в популярных социальных сетях.